# C/568 O1
C/568 O1 ist ein Komet, der im Jahr 568 mit dem bloßen Auge gesehen werden konnte. Er wird aufgrund seiner außergewöhnlichen Helligkeit zu den „Großen Kometen“ gezählt.

## Entdeckung und Beobachtung
Die chinesische Chronik Suí Shū aus dem 7. Jahrhundert berichtet davon, dass am 28. Juli 568 ein „Gaststern“ am Himmel erschien. Er wurde im Sternbild Waage zum ersten Mal gesehen, wahrscheinlich am Abend dieses Tages. Es gibt darüber hinaus keine Hinweise, dass dieser Gaststern im Verlauf des folgenden Monats weiter beobachtet wurde, und verschiedene Astronomen vermuteten, dass es sich um eine Nova gehandelt haben könnte.
Dieselbe Chronik und auch der Text Běi Zhōu Shū berichten weiter, dass im August des Jahres am Abendhimmel ein „Gaststern“ im Sternbild Skorpion gesehen wurde. Er erschien weiß, in der Farbe von „loser Baumwolle“. Er nahm an Größe zu und bewegte sich nach Osten. Im Verlauf des Septembers bildete er einen Schweif von 40° Länge aus und ähnelte „einem Stück Stoff“. Bis in den Oktober bewegte er sich durch die Sternbilder Adler, Pegasus und Andromeda, wurde anschließend wieder kleiner und wurde wahrscheinlich nach 69 Tagen am 10. November im Sternbild Widder zuletzt beobachtet.
Pingré bezieht sich in seiner Cométographie auf zwei chinesische Quellen und berichtet von zwei Kometen, einem im Juli und einem zweiten ab September. Auch Williams nennt diese Quellen und noch zwei weitere, in denen von Kometensichtungen im Juli und August berichtet wird. Alle diese Berichte beziehen sich wahrscheinlich auf denselben Kometen.
Der Komet erreichte um den 25. September eine Helligkeit von 0 mag.

## Umlaufbahn
Die ersten Berechnungen einer Umlaufbahn für diesen Kometen wurden in der Mitte des 19. Jahrhunderts von Hind und Laugier durchgeführt. Sie verwendeten nur die Beobachtungen von Ende September bis Mitte November. I. Hasegawa konnte erstmals auch die Beobachtung des „Gaststerns“ vom 28. Juli mit den anderen Daten von Anfang September bis November verknüpfen, nachdem er für den Kometen aus 4 Beobachtungen über 63 Tage eine etwas unsichere parabolische Umlaufbahn bestimmt hatte, die um rund 4° gegen die Ekliptik geneigt ist. Er läuft damit fast in der gleichen Ebene wie die Planeten durch seine Bahn.
Im sonnennächsten Punkt der Bahn (Perihel), den der Komet um den 27. August 568 durchlaufen hat, hätte er sich demnach mit etwa 130 Mio. km Sonnenabstand zwischen den Umlaufbahnen von Venus und Erde befunden. Bereits um den 23. August wäre er der Venus bis auf etwa 27 Mio. km nahegekommen. Um den 25. September könnte er sich der Erde bis auf etwa 14 Mio. km (0,09 AE) genähert haben, womit er zu den 30 der Erde in historischer Zeit am nächsten gekommenen Kometen zählen würde. Diese große Erdnähe könnte der Grund für seine beobachtete Helligkeit gewesen sein. Einen Monat später könnte er sich um den 24. Oktober noch dem Mars bis auf etwa 47 Mio. km genähert haben.
Aufgrund der unsicheren Ausgangsdaten kann keine Aussage darüber getroffen werden, ob und gegebenenfalls wann der Komet in das innere Sonnensystem zurückkehren könnte.